# لیلند جان هاورت
 لیلند جان هاورت (انگلیسی: Leland John Haworth؛ زاده ۱۱ ژوئیه ۱۹۰۴ درگذشته ۵ مارس ۱۹۷۹) یک فیزیک‌دان بود.